# 川島慶三
川島 慶三（かわしま けいぞう、1983年10月5日 - ）は、長崎県佐世保市出身の元プロ野球選手（内野手・外野手）、プロ野球コーチ。右投右打。

## 経歴

### プロ入り前
佐世保市立戸尾小学校では1年生の時にソフトボールを始め、佐世保市立旭中学校1年生の時に軟式野球を始め、「1番・三塁手」として活躍した。
佐世保実業高校では遊撃手、二塁手として活躍し、4季連続九州大会に出場した。高校3年の夏の県大会ではベスト8に入ったが甲子園出場は叶わなかった。
九州国際大学法学部法律学科に進学した。九州六大学リーグでは、二塁手として早くから頭角を現し、2年秋と3年春に2期連続で首位打者となった。4年秋には本塁打王も獲得し、MVPに選出された。大学通算打率.408と同リーグでは圧倒的な打力を誇り、九州No.1の野手と評価されていた。ベストナイン4回。佐世保実業高校・九州国際大学の3学年上に、プロ野球審判員の山口義治がいる。
2005年の11月18日に行われたドラフト会議（大学生・社会人ほか対象）で北海道日本ハムファイターズ（パシフィック・リーグ）から3巡目指名を受けて入団。背番号は39。

### 日本ハム時代
2006年は、指名時点で球団は外野手として期待していたが、二塁手を続けることを希望した。春季キャンプは一軍で開始した。2月26日にオープン戦初打席で場外サヨナラ3点本塁打を打つなど勝負強い打撃と堅実な守備を見せ、開幕一軍の座を掴んだ。4月2日の対オリックス・バファローズ戦で7回に代打としてプロ初出場し、山本省吾相手に中飛で倒れ、そのまま左翼手として守備についた。4月3日に一旦抹消され、4月14日に再昇格すると、4月15日の対福岡ソフトバンクホークス戦（福岡 Yahoo! JAPANドーム）で9回から代打として出場し、延長12回同点一死一・三塁の場面で、馬原孝浩にショートゴロを打たされたが、チームが禁止していたヘッドスライディングを敢行してセーフとなる間に三塁走者小笠原道大が生還し、同試合の決勝点を挙げ、これがプロ初打点となった。また直後に馬原－山崎勝己バッテリーからプロ入り初盗塁も記録した。4月16日の同カードで「1番・二塁手」として初の先発出場を果たし、7回に杉内俊哉からレフト前ヒットでプロ初安打を打ち、フェルナンド・セギノールの二塁打で生還しプロ初得点も記録した。4月22日の対千葉ロッテマリーンズ戦（札幌ドーム）で本拠地初出場を果たした。以降は調子は続かず打率.130となった所で5月12日に二軍（イースタン・リーグ）へ降格。7月20日に東京ドームで行われたフレッシュオールスターゲームに「6番・右翼手」で先発起用され、4打数無安打だったが、2回にショートゴロでチーム初打点を挙げた。8月3日に再昇格すると、8月6日の対埼玉西武ライオンズ戦で4回に代打で起用され西口文也から二塁打を打ち代打での初安打を記録し、7回にも再び西口から二塁打を打ち初のマルチヒットを達成した。8月20日に二軍へ降格し、9月16日に再昇格すると、同日の対ロッテ戦では9回に代打で出場し、ジャスティン・ミラーから二塁打を打ち本拠地初安打を記録した。リーグ戦1位通過を決めた9月27日のシーズン最終戦には代走でのみ出場した。1年目の先発出場は9試合、打率.182でシーズンを終えた。守備面では失策はなかったが内野手失格となり、5月以降は外野手や指名打者で起用された。二軍ではイ・リーグ6位タイの9本塁打（207打数）を記録した。プレーオフは2試合ともベンチ入りしたが出場機会がなかった。10月16日に抹消され日本シリーズにはベンチ入りできなかった。アジアシリーズでは11月10日予選リーグ第2戦の対La Newベアーズ戦に「8番・左翼手」で先発出場したがケニー・レイボーンに2三振を喫し、代打を送られ途中交代した。
2007年は、前年の契約更改の席で外野に専念したい意向を球団に伝え、同年から外野手登録となった。春季キャンプで右肩を痛め、開幕は二軍で迎えた。以降は一軍昇格と二軍降格を数回繰り返したが、工藤隆人の台頭などにより10試合の出場（先発起用4試合）に終わった。クライマックスシリーズ第2ステージは第2戦、第4戦の2試合に出場した。日本シリーズは第2戦から第4戦までの3試合に途中出場し、1打席1死球だった。
2008年1月11日、藤井秀悟・坂元弥太郎・三木肇との3対3の交換トレードで、橋本義隆・押本健彦と共に東京ヤクルトスワローズへ移籍。

### ヤクルト時代

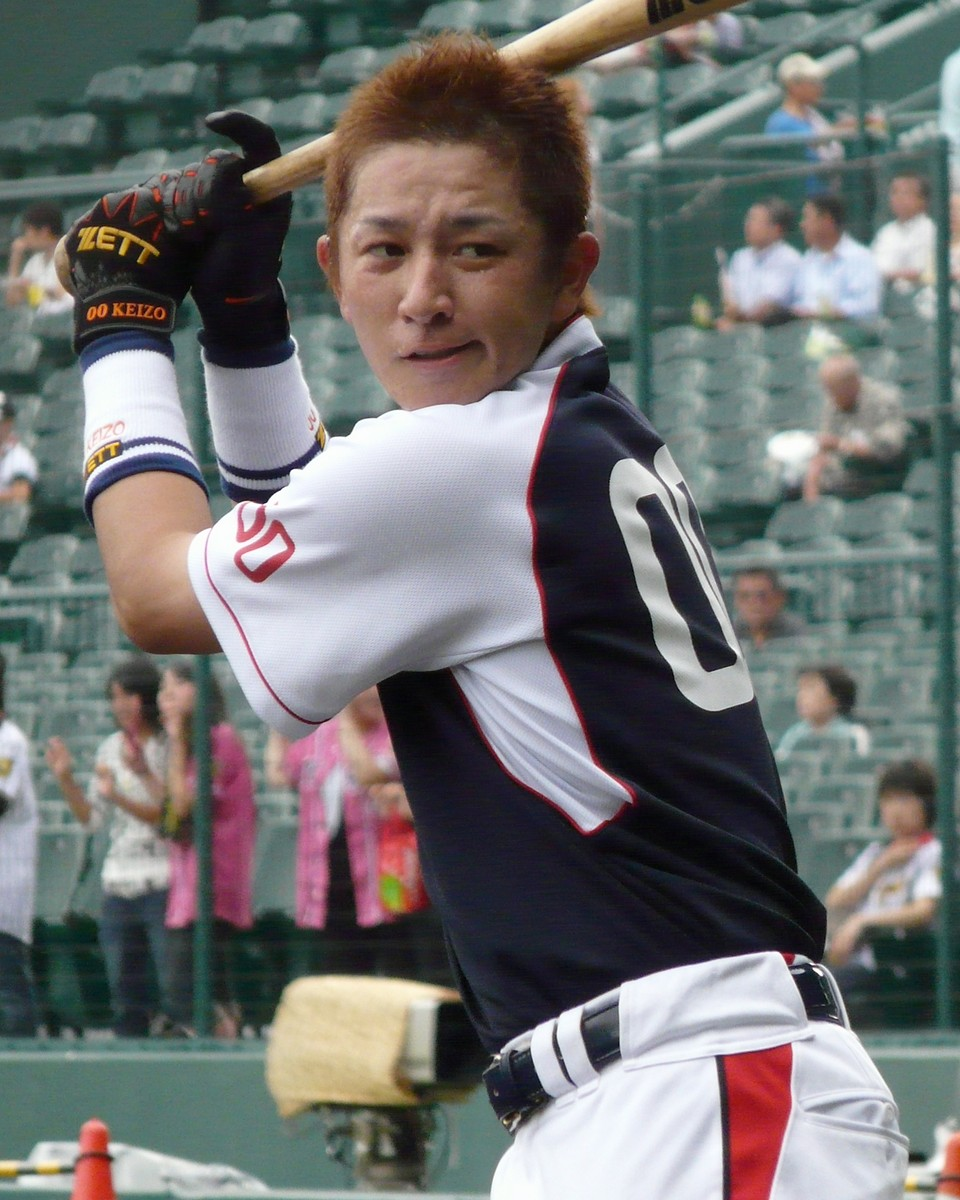
ヤクルト時代

2008年1月22日に入団会見を行い、背番号は00となった。また、移籍により再び内野手登録に戻した。チームに同姓の川島亮がいたことから、スコアボード表記が川島慶となった。オープン戦で2位の打率を残し、開幕を一軍で迎えた。3月28日の読売ジャイアンツとの開幕戦（明治神宮野球場）で「1番・三塁手」で先発出場し、2回第2打席で適時打を打ち、移籍後初安打・初打点さらに初得点を記録、4回には移籍後初盗塁も記録し、監督の高田繁のヤクルトでの初勝利にも貢献した。4月3日の対横浜ベイスターズ戦で7回に右手親指付け根の痺れで途中交代し、東京都内の病院で検査の結果、右手親指付け根の靭帯損傷と診断され、4月4日に一軍選手登録を抹消された。4月25日に再昇格すると、4月26日の対中日ドラゴンズ戦で小笠原孝から4打数3安打を打ってプロ入り初の猛打賞を記録した。翌4月27日には吉見一起から4回第2打席にレフトにソロ本塁打を打ち、これがプロ入り初本塁打となった。4月30日の対阪神タイガース戦でも猛打賞を記録し、4月終了時点では打率.333（42打数14安打）だった。6月29日の対阪神戦では7回同点一死一・三塁の場面で代打起用され、ジェフ・ウィリアムスからレフトに決勝打となる犠牲フライを打ち、これが代打でのプロ入り初打点となった。6月21日以降ウィルソン・バルデスが足を故障した宮本慎也に代わる遊撃手として出場していたが、7月16日に川島が代打からプロ初の遊撃手の守備に付いたのをきっかけに、7月20日の対広島東洋カープ戦で遊撃手でプロ初の先発起用となり、その後正遊撃手の座を獲得した。8月31日から9月10日、9月12日から9月20日に8試合連続安打を2度記録するなど9月は月間打率.378（74打数28安打）と好調だった。規定打席に29打席足りなかったものの、自己最多の121試合（先発96試合）に出場し、初めてシーズンを通して一軍に定着。リーグ7位の20盗塁を記録し、盗塁成功率.952（企図数21）は同年の10盗塁以上の選手の中でリーグトップだった。また同年は3月31日に北京オリンピック野球日本代表の第1次候補選手に追加選出されたが、最終メンバーには選出されなかった。
2009年は、開幕を一軍で迎えて、4月3日の開幕戦から「2番・遊撃手」として先発出場、阪神との開幕カード第2戦・第3戦でプロ初の2試合連続本塁打を打つなど好スタートを切った。4月19日の対広島戦では3安打4打点と活躍した。4月21日の対読売戦で出身地・長崎ビッグNスタジアムでのプロ初の出場を果たしたが4打数無安打と活躍はできなかった。5月13日の対中日戦では3安打4打点の活躍をした。その後もスタメンでの出場を続けていたが、9月19日の練習時に古傷である右肘の痛みを訴え出場選手登録を抹消され、そのままシーズンを終えた。翌年の開幕出場を希望し、手術でなく保存療法を選択した。自己最多の116試合に先発出場し、クリーンナップ以外全ての打順で出場、初めて規定打席にも到達し、安打・本塁打・打点すべて自己最多を更新した。一方、盗塁は成功数、成功率ともに著しく減少した。
2010年は、2月に入っても回復が思わしくなかったこともあり春季キャンプ中に考えを改め、3月4日、群馬県館林市内の病院で右肘の手術を行った。シーズン全てをリハビリに費やし、一軍、二軍（イ・リーグ）ともに試合出場の機会はなかった。
2011年は、開幕を一軍で迎え、4月12日の読売との開幕戦に「8番・遊撃手」で先発出場したが、6回第2打席で東野峻から右手に死球を受けて負傷交代した。4月13日に北九州市内の病院で右手第5中手骨の骨折と診断され、4月19日に右手甲の整復固定手術を受けた。7月26日に一軍に復帰し、7月30日の対読売戦では開幕以来の「2番・遊撃手」で先発起用され、骨折の原因となった東野から初回に安打を打ち同点の走者として生還、6回には勝ち越しの犠牲フライを打って東野を降板させた。8月は打率.308（26打数8安打）と好調だったがわずか1打点とチームの勝利に結びつかず、川端慎吾から正遊撃手の座を奪うことはできなかった。10月3日に右肘の痛みを訴えて一軍登録を抹消され、10月20日に群馬県館林市内の病院で靱帯再建手術（トミー・ジョン手術）を受けた。怪我の影響で先発出場は9試合にとどまった。12月17日の契約交渉で減額制限を超える年俸55パーセントダウンの1200万円で更改した。同年オフには同姓の川島亮が退団したが、「川島慶」の表記とフルネームでの場内アナウンスは継続された。
2012年は、シーズンをリハビリに費やし、一軍・二軍ともに試合出場の機会はなかった。
2013年は、開幕を一軍で迎え、3月29日の開幕戦では守備から遊撃手で途中出場した。3月30日から「8番・遊撃手」で先発出場し、正遊撃手に復帰した。打率が2割を切ったのを境に4月20日以降控えでの起用も増え、遊撃手は森岡良介との併用となった。最終的に101試合（先発出場61試合）に出場し、本塁打も打ったが打率を大幅に下げた。翌年から背番号を13に変更した。
2014年は、右肩と右肘の違和感を訴えてキャンプは二軍で迎え、3月8日の駿河台大学との練習試合で三塁打を打った際のスライディングで左手親指を負傷し、3月10日に東京都内の病院で検査の結果、左手の母指末節骨骨折と診断された。5月23日に一軍へ昇格し、代走や守備での途中出場から結果を出し、6月13日のセ・パ交流戦、対東北楽天ゴールデンイーグルス戦で「8番・遊撃手」として先発起用され、3回に二塁打で出塁し同点の走者として生還した。続く6月14日から再び控えへ戻り、7月13日から「8番・遊撃手」で4試合連続先発起用された。7月14日の対読売戦では内海哲也から決勝打となる適時打を打ち、5打席全て出塁と活躍した。

### ソフトバンク時代
7月20日に日高亮と共に新垣渚・山中浩史との交換トレードで福岡ソフトバンクホークス（パ・リーグ）へ移籍。7年ぶりのパ・リーグ復帰となった。

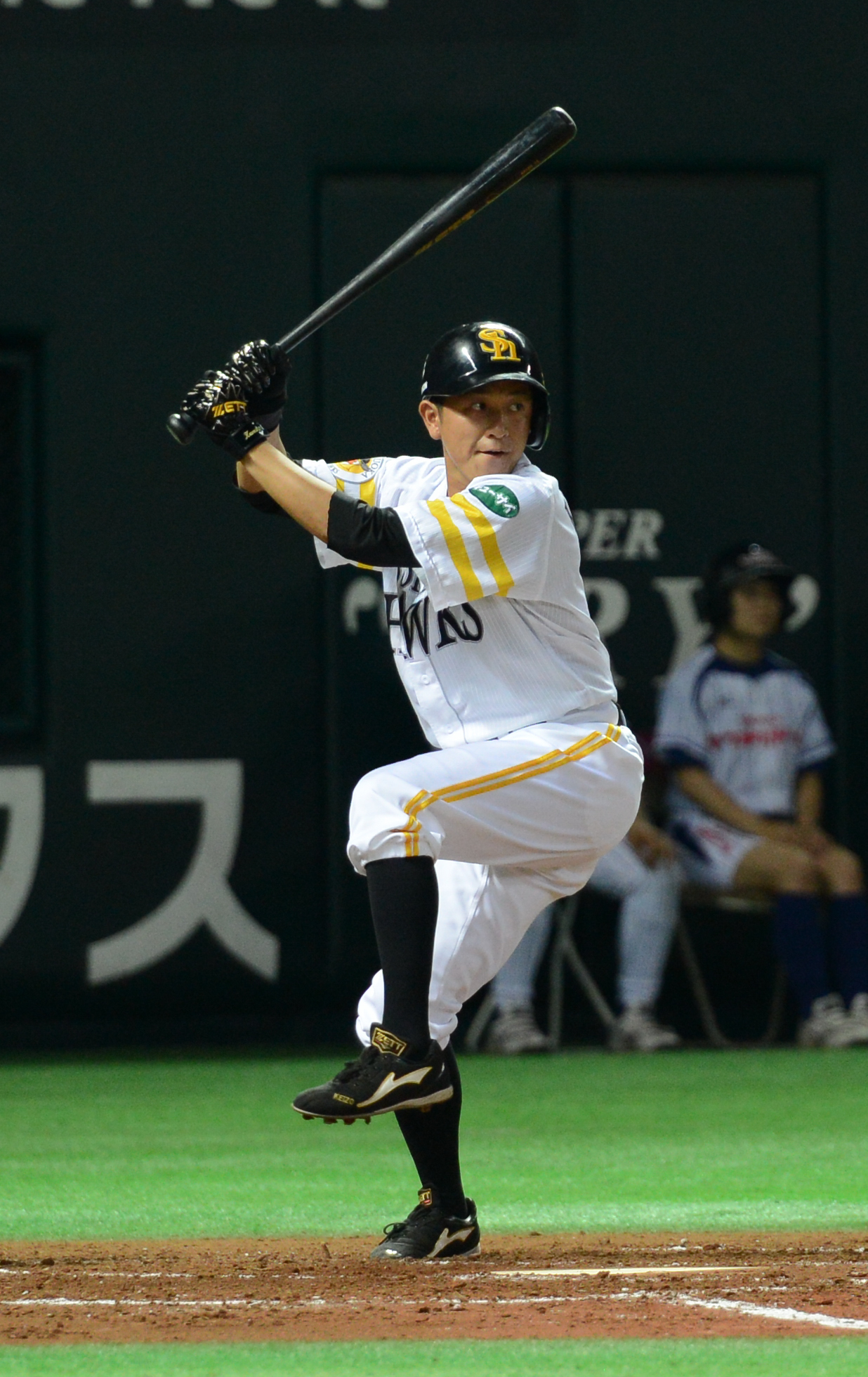
ソフトバンク時代
（2014年8月14日 福岡 ヤフオク!ドーム）

2014年7月22日、日高と共に入団会見を行った。背番号は35。7月25日、ウエスタン・リーグの対オリックス戦（福岡 ヤフオク!ドーム）で3安打3打点の活躍により一軍へ昇格し、同日同球場で行われた一軍の対オリックス戦の7回裏に代打で移籍後一軍初出場を果たした。中山慎也に死球を受けて出塁し、直後に中山－伊藤光バッテリーから二盗を成功させ移籍後初盗塁を記録し、今宮健太の内野安打により生還し移籍後初得点も記録した。7月31日の対楽天戦で塩見貴洋から移籍後初安打を記録した。8月13日の対楽天戦で松井裕樹から移籍後初適時打となるセンター前ヒットを打った。しかし吉村裕基の一軍復帰により、翌日8月14日に二軍（ウエスタン・リーグ）降格となりそのままシーズンを終えた。12月2日の契約交渉後に新入団した一軍外野守備走塁コーチの飯田哲也の勧めもあり、2015年は外野守備に再挑戦することを表明した。
2015年は、新監督の工藤公康の方針で出場機会が増加する。77試合に出場し、移籍後初となるソロ本塁打（5月17日 対西武戦）、チーム最多となる4本の三塁打を記録した。クライマックスシリーズファイナルステージでは1、2戦で二塁手で先発出場を果たし、両試合で1安打を記録した（3戦目は代打出場）。古巣ヤクルトとの日本シリーズでは、左腕投手の石川雅規が先発登板した第1戦と第5戦に「1番・左翼手」で先発出場を果たし、両試合で1安打を記録した（初戦は適時打）。また、代打起用された第3戦でも安打を記録し、打率.333の好成績を残した。
2016年は、4月3日の対日本ハム戦において、二塁ベース上で走者の田中賢介と交錯し、右下腿部を負傷したことで出場はわずか20試合に留まった。オフの契約更改では、同年限りで引退が決まった金子圭輔から自身の背番号を｢付けて欲しい｣と言われたことを明かし、2017年度からは背番号「4」を付けてプレーする。
2017年は、シーズン開幕を一軍で迎え、4月4日の対楽天戦で同年初出場。5月24日のロッテ戦（福岡ヤフオク!ドーム）では、プロ12年目で初めての先頭打者本塁打を記録する。6月16日のセ・パ交流戦、対広島戦での2号2ラン、6月28日の対日本ハム戦での3号ソロ、7月30日の同じく対日本ハム戦での4号ソロと、4号までの本塁打を全て左腕投手から打ち、9月2日の対楽天戦で6月23日の対西武戦以来の猛打賞を記録した際の対左腕投手の打率が.313と、左腕投手に対して強さをみせ、主に左腕先発投手登板時のスタメン起用や、左腕中継ぎ投手登板時の代打起用などで、ソフトバンク移籍後最多の81試合に出場。打率.264、5本塁打を記録しチームの2年ぶりのリーグ優勝に貢献した。横浜DeNAベイスターズとの日本シリーズでは、11月4日の第6戦、同点で迎えた延長11回裏、二死一・二塁の場面で、ライト前に適時打を打ち、1988年の西武ライオンズ以来、史上4度目のサヨナラ日本一を自身のバットで決めた。シーズン中の7月12日に国内FAの権利を取得したが、11月10日、権利を行使しない旨を表明した。
2018年、2019年も主に対左投手のときのスタメンや代打で起用された。2019年は左肩痛もあり47試合の出場に終わったが、対左投手では打率.396 (48打数19安打)の成績を残した。シーズンオフにはFA権の行使も視野に入れたがチームに残留を決めた。
2020年から、ヤクルト時代の元同僚でもあるウラディミール・バレンティンがソフトバンクに移籍加入予定であることに伴い、それまでつけていた背番号4をバレンティンに譲り、自身の背番号は99に変更された。変更にあたり「バレンティンがたった1人で日本にやってきて、背番号4で活躍する姿をずっと見てきました。球団の方からは、『4番は川島君につけていて欲しい』と言って頂きましたが、僕とバレンティンと2人で話し合いをし、彼をリスペクトしているし、ホークスでもその姿を見せて欲しいという思いから背番号を譲る決心をしました」とコメントした。10月2日の対日本ハム戦（福岡PayPayドーム）では上原健太に対する相性の良さを買われ、プロ初の4番に起用され、先制打を打つなど活躍し、ヒーローインタビューにも呼ばれた。
2021年3月28日のロッテ戦（福岡PayPayドーム）、1点ビハインドの9回裏二死満塁でシーズン初打席を迎えると益田直也からサヨナラ安打を打ち、チームの開幕3連勝に貢献した。10月26日、戦力外通告を受けた。

### 楽天時代

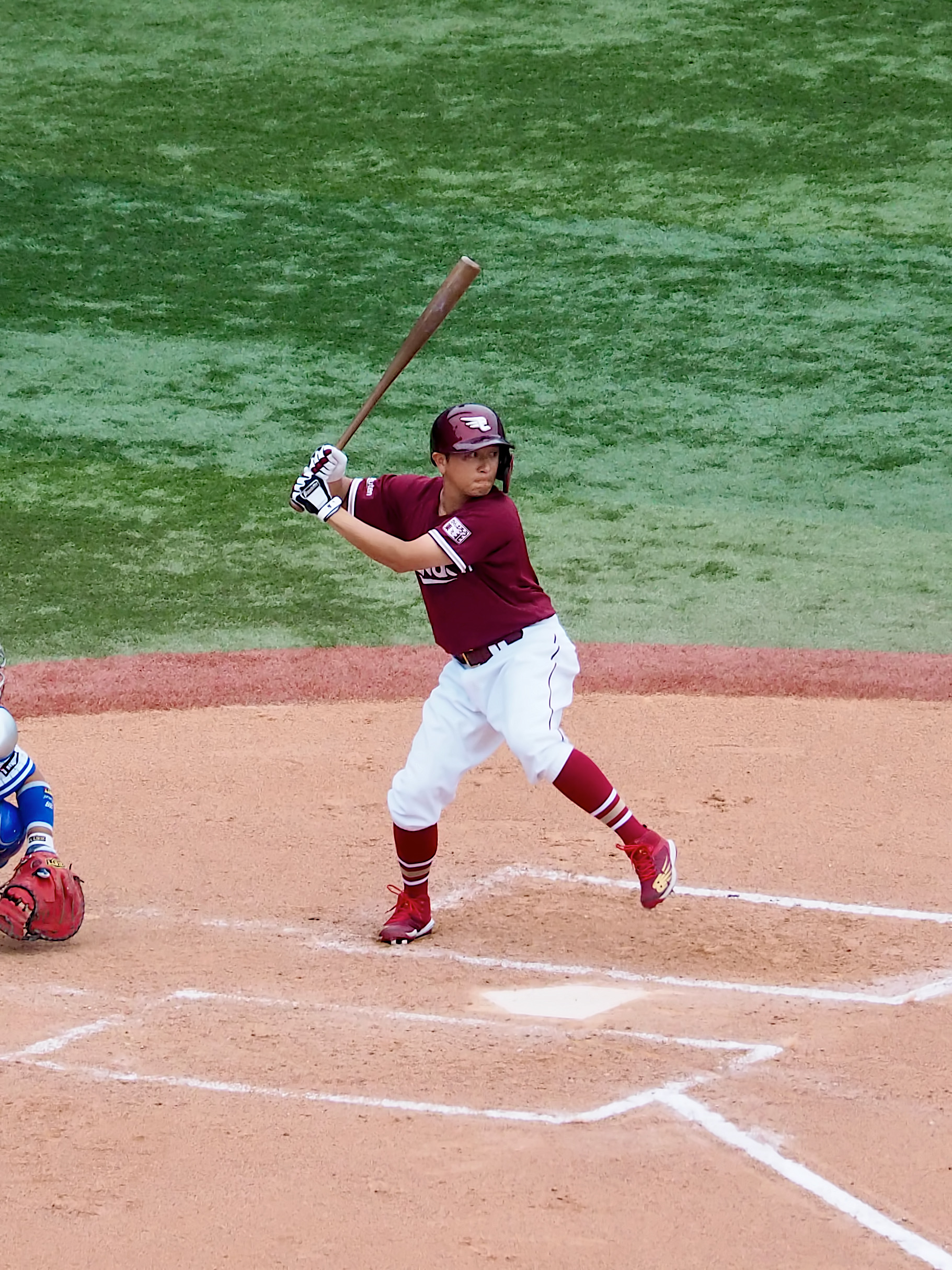
楽天時代
（2022年6月5日 横浜スタジアム）

2021年12月10日、東北楽天ゴールデンイーグルスが川島と契約合意に至ったことを発表した。背番号は22。
2022年は、開幕を一軍で迎えたが、3月31日にPCR検査で新型コロナウイルスの陽性判定を受け、NPBの特例2022に基づいて登録抹消された。微熱と倦怠感の症状があり療養した。その後はファームでの調整を続け、5月29日に再昇格。6月11日の巨人戦（楽天生命パーク宮城）では、「8番・二塁手」で先発起用され、C.C.メルセデスから移籍後初となる本塁打を放ち、ヒーローインタビューを受けた。しかし、7月29日に体調不良を訴え、再び特例2022で登録抹消された。その後は一軍に昇格することなく、12試合に出場、打率.136、1本塁打、6打点という成績でシーズンを終え、シーズンオフの10月3日に、再び戦力外通告を受けた。当初は現役続行を希望していたが、同14日に引退を表明した。

### 楽天コーチ時代
引退と同時に、2023年は楽天の二軍打撃コーチを務めることが発表された。背番号は89。2024年からは一軍打撃コーチを務める。この年限りで退団。

### オリックスコーチ時代
2025年よりオリックス・バファローズで一軍打撃コーチを務める。背番号は82。

## プレースタイル
プロ入り前は50メートル走のタイムは5秒7の俊足、遠投110メートルの強肩の身体能力で、大学時代の通算成績は240打数98安打14本塁打、打率.408だった。
小柄な体格ながらパンチ力を秘めており、右打ちにも長けた器用さを兼ね備える。また、左投手に滅法強く「左キラー」と呼ばれている。
内野・外野すべてのポジションを務めることができるユーティリティープレイヤーであり、2015年シーズンには一軍で初の一塁の守備に就いたが、ファーストミットを用意できなかったため、外野用グラブを着用し一塁守備をこなした。

## 人物
愛称は「KZさん（ケイゾーさん）」。
佐世保実業高校では共に野球部でプレーしていた兄の川島勝が、その後競輪に転向してS級プロ選手になっており、川島自身も指名されなかったら競輪選手を目指すつもりだったと入団時に語っている。
大学時代に九州6大学選抜でハワイに遠征した際に、フロリダ・マーリンズから獲得を打診されたことがある。
甘いマスクであり入団1年目はスター候補として期待されていた。ドラフト指名時に大学の監督・伊藤健治は「顔も評価された」と述べた。ヤクルト時代の同僚・武内晋一は「明るくて、ムードが和む。ベンチの盛り上げ役」と評価した。
2006年にファイターズガールの1人と結婚し、2児を儲ける。長男はBMSG練習生の川島塁。入場曲に塁が参加したSKY-HIの楽曲「14th Syndrome feat. RUI, TAIKI, edhiii boi」を使用していた。
ヤクルトへ移籍する際に、2007年まで日本ハムのゼネラルマネージャー（GM）を務めていたヤクルト元監督高田繁は川島を高く評価しており「出血覚悟で藤井の名前を出したら乗ってきた」と語っていた。川島は入団会見で高田の胴上げを目標に掲げた。
ソフトバンクに移籍後、古巣・ヤクルトと対戦した2015年の日本シリーズでは、第5戦（神宮）に勝利し、日本一を決めると左翼スタンドにいるソフトバンクファンに挨拶しに向かった。すると、一塁・右翼スタンドにいたヤクルトファンからも「慶三コール」が起こっており、状況を把握した川島が右翼スタンド側に駆けつけ、ヤクルトファンにも深々とお辞儀をした。このことに川島は「驚いたし、物凄くありがたかった」と語っている
松元ユウイチと親交が深く、2015年の日本シリーズ第5戦をもって松元が引退した際、試合後に涙を流しながら松元の元へ駆け寄った様子がつば九郎のブログに記されている。

## 詳細情報

### 年度別打撃成績
| 年 度      | 球 団        | 試 合 | 打 席 | 打 数 | 得 点 | 安 打 | 二 塁 打 | 三 塁 打 | 本 塁 打 | 塁 打 | 打 点 | 盗 塁 | 盗 塁 死 | 犠 打 | 犠 飛 | 四 球 | 敬 遠 | 死 球 | 三 振 | 併 殺 打 | 打 率 | 出 塁 率 | 長 打 率 | O P S |
| ---------- | ------------ | ----- | ----- | ----- | ----- | ----- | -------- | -------- | -------- | ----- | ----- | ----- | -------- | ----- | ----- | ----- | ----- | ----- | ----- | -------- | ----- | -------- | -------- | ----- |
| 2006       | 日本ハム     | 24    | 37    | 33    | 6     | 6     | 3        | 0        | 0        | 9     | 2     | 2     | 0        | 1     | 0     | 2     | 0     | 1     | 8     | 0        | .182  | .250     | .273     | .523  |
| 2007       | 日本ハム     | 10    | 21    | 18    | 2     | 4     | 1        | 0        | 0        | 5     | 0     | 1     | 0        | 1     | 0     | 0     | 0     | 2     | 3     | 0        | .222  | .300     | .278     | .578  |
| 2008       | ヤクルト     | 121   | 417   | 353   | 52    | 90    | 16       | 4        | 4        | 126   | 35    | 20    | 1        | 19    | 4     | 32    | 1     | 9     | 60    | 11       | .255  | .329     | .357     | .686  |
| 2009       | ヤクルト     | 118   | 485   | 427   | 49    | 109   | 13       | 2        | 12       | 162   | 43    | 8     | 7        | 17    | 3     | 32    | 0     | 6     | 77    | 9        | .255  | .314     | .379     | .693  |
| 2011       | ヤクルト     | 40    | 54    | 46    | 8     | 12    | 0        | 0        | 0        | 12    | 3     | 3     | 0        | 1     | 1     | 4     | 0     | 2     | 8     | 0        | .261  | .340     | .261     | .600  |
| 2013       | ヤクルト     | 101   | 268   | 225   | 27    | 48    | 5        | 0        | 4        | 65    | 14    | 7     | 2        | 14    | 1     | 23    | 2     | 5     | 38    | 4        | .213  | .299     | .289     | .588  |
| 2014       | ヤクルト     | 19    | 36    | 26    | 8     | 7     | 2        | 0        | 0        | 9     | 1     | 1     | 0        | 2     | 0     | 7     | 2     | 1     | 6     | 2        | .269  | .441     | .346     | .787  |
| 2014       | ソフトバンク | 10    | 21    | 17    | 1     | 3     | 0        | 0        | 0        | 3     | 1     | 2     | 0        | 0     | 0     | 3     | 0     | 1     | 5     | 0        | .176  | .333     | .176     | .510  |
| '14計      | ソフトバンク | 29    | 57    | 43    | 9     | 10    | 2        | 0        | 0        | 12    | 2     | 3     | 0        | 2     | 0     | 10    | 2     | 2     | 11    | 2        | .233  | .400     | .279     | .679  |
| 2015       | ソフトバンク | 77    | 194   | 157   | 34    | 43    | 6        | 4        | 2        | 63    | 20    | 7     | 2        | 9     | 3     | 22    | 0     | 3     | 29    | 2        | .274  | .368     | .401     | .769  |
| 2016       | ソフトバンク | 20    | 50    | 40    | 4     | 5     | 0        | 0        | 0        | 5     | 3     | 0     | 3        | 1     | 0     | 8     | 0     | 1     | 10    | 0        | .125  | .286     | .125     | .411  |
| 2017       | ソフトバンク | 81    | 137   | 110   | 23    | 29    | 7        | 0        | 5        | 51    | 13    | 2     | 2        | 6     | 1     | 18    | 0     | 2     | 24    | 1        | .264  | .374     | .464     | .838  |
| 2018       | ソフトバンク | 91    | 152   | 142   | 17    | 38    | 5        | 0        | 3        | 52    | 16    | 2     | 0        | 0     | 3     | 7     | 0     | 0     | 31    | 2        | .268  | .296     | .366     | .662  |
| 2019       | ソフトバンク | 47    | 88    | 66    | 14    | 24    | 5        | 1        | 1        | 34    | 8     | 4     | 1        | 2     | 2     | 17    | 0     | 1     | 9     | 3        | .364  | .488     | .515     | 1.004 |
| 2020       | ソフトバンク | 59    | 162   | 137   | 21    | 36    | 4        | 0        | 4        | 52    | 9     | 0     | 4        | 2     | 0     | 19    | 0     | 4     | 17    | 2        | .263  | .369     | .380     | .748  |
| 2021       | ソフトバンク | 56    | 123   | 109   | 12    | 26    | 6        | 1        | 2        | 40    | 11    | 0     | 0        | 2     | 1     | 11    | 1     | 0     | 31    | 0        | .239  | .333     | .361     | .694  |
| 2022       | 楽天         | 12    | 25    | 22    | 1     | 3     | 1        | 0        | 1        | 7     | 6     | 0     | 0        | 2     | 0     | 1     | 0     | 0     | 9     | 1        | .136  | .174     | .318     | .492  |
| 通算：15年 | 通算：15年   | 886   | 2270  | 1928  | 279   | 483   | 74       | 12       | 38       | 695   | 185   | 59    | 22       | 79    | 19    | 206   | 6     | 38    | 365   | 37       | .251  | .332     | .360     | .692  |

### 年度別守備成績
内野守備
| 年 度 | 球 団        | 一塁  | 一塁  | 一塁  | 一塁  | 一塁  | 一塁     | 二塁  | 二塁  | 二塁  | 二塁  | 二塁  | 二塁     | 三塁  | 三塁  | 三塁  | 三塁  | 三塁  | 三塁     | 遊撃  | 遊撃  | 遊撃  | 遊撃  | 遊撃  | 遊撃     |
| 年 度 | 球 団        | 試 合 | 刺 殺 | 補 殺 | 失 策 | 併 殺 | 守 備 率 | 試 合 | 刺 殺 | 補 殺 | 失 策 | 併 殺 | 守 備 率 | 試 合 | 刺 殺 | 補 殺 | 失 策 | 併 殺 | 守 備 率 | 試 合 | 刺 殺 | 補 殺 | 失 策 | 併 殺 | 守 備 率 |
| ----- | ------------ | ----- | ----- | ----- | ----- | ----- | -------- | ----- | ----- | ----- | ----- | ----- | -------- | ----- | ----- | ----- | ----- | ----- | -------- | ----- | ----- | ----- | ----- | ----- | -------- |
| 2006  | 日本ハム     | -     | -     | -     | -     | -     | -        | 7     | 12    | 18    | 0     | 5     | 1.000    | -     | -     | -     | -     | -     | -        | -     | -     | -     | -     | -     | -        |
| 2008  | ヤクルト     | -     | -     | -     | -     | -     | -        | -     | -     | -     | -     | -     | -        | 42    | 28    | 74    | 5     | 4     | .953     | 54    | 68    | 141   | 4     | 24    | .981     |
| 2009  | ヤクルト     | -     | -     | -     | -     | -     | -        | -     | -     | -     | -     | -     | -        | -     | -     | -     | -     | -     | -        | 118   | 187   | 371   | 9     | 67    | .984     |
| 2011  | ヤクルト     | -     | -     | -     | -     | -     | -        | -     | -     | -     | -     | -     | -        | -     | -     | -     | -     | -     | -        | 30    | 18    | 35    | 0     | 6     | 1.000    |
| 2013  | ヤクルト     | -     | -     | -     | -     | -     | -        | -     | -     | -     | -     | -     | -        | -     | -     | -     | -     | -     | -        | 95    | 98    | 197   | 9     | 35    | .970     |
| 2014  | ヤクルト     | -     | -     | -     | -     | -     | -        | -     | -     | -     | -     | -     | -        | -     | -     | -     | -     | -     | -        | 19    | 16    | 32    | 0     | 7     | 1.000    |
| 2014  | ソフトバンク | -     | -     | -     | -     | -     | -        | -     | -     | -     | -     | -     | -        | 8     | 4     | 8     | 0     | 0     | 1.000    | -     | -     | -     | -     | -     | -        |
| '14計 | ソフトバンク | -     | -     | -     | -     | -     | -        | -     | -     | -     | -     | -     | -        | 8     | 4     | 8     | 0     | 0     | 1.000    | 19    | 16    | 32    | 0     | 7     | 1.000    |
| 2015  | ソフトバンク | 2     | 1     | 0     | 1     | 1     | .500     | 47    | 87    | 92    | 0     | 21    | 1.000    | -     | -     | -     | -     | -     | -        | 1     | 1     | 0     | 0     | 0     | 1.000    |
| 2016  | ソフトバンク | 1     | 3     | 0     | 0     | 1     | 1.000    | 8     | 16    | 20    | 0     | 1     | 1.000    | -     | -     | -     | -     | -     | -        | 3     | 4     | 9     | 1     | 1     | .929     |
| 2017  | ソフトバンク | 26    | 46    | 6     | 0     | 3     | 1.000    | 37    | 51    | 71    | 1     | 17    | .992     | 1     | 0     | 0     | 0     | 0     | ----     | -     | -     | -     | -     | -     | -        |
| 2018  | ソフトバンク | 34    | 46    | 6     | 0     | 5     | 1.000    | 41    | 56    | 84    | 2     | 9     | .986     | -     | -     | -     | -     | -     | -        | 2     | 1     | 0     | 0     | 0     | 1.000    |
| 2019  | ソフトバンク | 5     | 18    | 2     | 0     | 2     | 1.000    | 23    | 18    | 30    | 0     | 6     | 1.000    | -     | -     | -     | -     | -     | -        | -     | -     | -     | -     | -     | -        |
| 2020  | ソフトバンク | -     | -     | -     | -     | -     | -        | 38    | 39    | 74    | 1     | 16    | .991     | -     | -     | -     | -     | -     | -        | -     | -     | -     | -     | -     | -        |
| 2021  | ソフトバンク | 2     | 9     | 0     | 0     | 0     | 1.000    | 29    | 44    | 47    | 2     | 14    | .978     | -     | -     | -     | -     | -     | -        | -     | -     | -     | -     | -     | -        |
| 2022  | 楽天         | 1     | 9     | 0     | 0     | 0     | 1.000    | 5     | 8     | 13    | 0     | 4     | 1.000    | -     | -     | -     | -     | -     | -        | -     | -     | -     | -     | -     | -        |
| 通算  | 通算         | 71    | 132   | 14    | 1     | 12    | .993     | 235   | 331   | 449   | 6     | 95    | .992     | 51    | 32    | 82    | 5     | 4     | .958     | 322   | 393   | 785   | 23    | 140   | .981     |

外野守備
| 年 度 | 球 団        | 外野  | 外野  | 外野  | 外野  | 外野  | 外野     |
| 年 度 | 球 団        | 試 合 | 刺 殺 | 補 殺 | 失 策 | 併 殺 | 守 備 率 |
| ----- | ------------ | ----- | ----- | ----- | ----- | ----- | -------- |
| 2006  | 日本ハム     | 6     | 5     | 0     | 0     | 0     | 1.000    |
| 2007  | 日本ハム     | 7     | 9     | 0     | 0     | 0     | 1.000    |
| 2008  | ヤクルト     | 43    | 26    | 2     | 1     | 0     | .966     |
| 2013  | ヤクルト     | 2     | 0     | 0     | 0     | 0     | ----     |
| 2015  | ソフトバンク | 10    | 6     | 0     | 0     | 0     | 1.000    |
| 2016  | ソフトバンク | 3     | 1     | 0     | 0     | 0     | 1.000    |
| 2017  | ソフトバンク | 4     | 0     | 0     | 0     | 0     | ----     |
| 2019  | ソフトバンク | 6     | 5     | 1     | 1     | 0     | .857     |
| 通算  | 通算         | 81    | 52    | 3     | 2     | 0     | .965     |

### 記録
初記録
- 初出場：2006年4月2日、対オリックス・バファローズ3回戦（大阪ドーム）、7回表に稲葉篤紀の代打で出場
- 初打席：同上、7回表に山本省吾から中飛
- 初打点：2006年4月15日、対福岡ソフトバンクホークス4回戦（福岡Yahoo! JAPANドーム）、12回表に馬原孝浩から遊撃ゴロの間に記録[注 1]
- 初盗塁：同上、12回表に二盗（投手：馬原孝浩、捕手：山崎勝己）
- 初先発出場：2006年4月16日、対福岡ソフトバンクホークス5回戦（福岡Yahoo! JAPANドーム）、「1番・二塁手」で先発出場
- 初安打：同上、7回表に杉内俊哉から左前安打
- 初本塁打：2008年4月27日、対中日ドラゴンズ6回戦（明治神宮野球場）、4回裏に吉見一起から左越ソロ

### 背番号
- 39（2006年[1] - 2007年）
- 00（2008年[22] - 2013年）
- 13（2014年[50] - 同年7月20日）
- 35（2014年7月22日[56] - 2016年）
- 4（2017年[66] - 2019年）
- 99（2020年[80] - 2021年）
- 22（2022年[86]）
- 89（2023年[94] - 2024年）
- 82（2025年[96] - ）